# Tultitlán de Mariano Escobedo
Tultitlán de Mariano Escobedo (del náhuatl: tollin, titlan ‘tule, entre’‘"entre los tules" o "donde abundan los tules"’) o simplemente Tultitlán es uno de los siete pueblos y a la vez la cabecera del municipio de Tultitlán, en el Estado de México, que forma parte de la zona metropolitana del Valle de México, en la región central de la República  Mexicana.  
En la plaza de Tultitlán, se realizan actividades los fines de semanas que incluyen bailes prehispánicos y concursos de canto en el centro de espectáculos al aire libre. En esta plaza se lleva a cabo la tradicional Feria de Tultitlán, el Grito de Independencia, celebraciones de Navidad, entre otras fechas importantes.

## Toponimia
Tultitlán es una palabra derivada de los vocablos náhuatl tollin (tule) y -titlan, y significa "entre los tules (juncos)" o "lugar donde abundan los tules (juncos)". En los tiempos prehispánicos el área de Tultitlán tenía varias lagunas, arroyos y pantanos, donde crecían gran cantidad de tules y otras plantas acuáticas.
El glifo de Tultitlán está representado en los códices Mendocino, Huichapan, Osuna y en la barda de la parroquia, las cuales presentan diversas variantes de las cuatro hojas del tule.
El nombre oficial actual del pueblo es Tultitlán de Mariano Escobedo. Este apelativo fue dado por decisión del congreso estatal el 2 de octubre de 1902 para honrar al general Mariano Escobedo, ocurrida el 22 de mayo de ese mismo año.

## Historia
En 1297, el grupo nonohualca teotlixcas se asentó en Tultitlán, aquí sus caudillos deliberaron hacia dónde irían y después de un descanso partieron al año siguiente a Chapultepec. Los tepanecas llegaron a Tultitlán en el año de 1356 y en la época de Tezozomoc se emprendió, desde Azcapotzalco, una expansión por el norponiente del Valle de México. El códice Huichapan, menciona que en el año de 1438 fue conquistado Tultitlán, por los mexicas. Posteriormente, en 1473, el señor de Tlatelolco Moquihuix convocó a varios pueblos de linaje tepaneca, que estaban sometidos a los mexicas, prometiéndoles liberarlos de su yugo, si lo ayudaban a vencer a las fuerzas de Axayacatl tlatoani de México; entre esos señoríos estaban los de Tultitlán, Cuautitlán, Tenayuca, Mexicaltzingo, etc. La batalla fue cruenta, pero al final de cuenta perdieron los tlatelolcas y sus aliados, con lo que aumentó el poderío de los mexicas.
Tultitlán en la época prehispánica fue parte del tlahtocayotl de Cuautitlán, que a su vez pertenecía al hueitlahtocayotl de Tepanohuayan con cabecera en Tlacopan.

### Prehistoria
Dentro del municipio de Tultitlán se han encontrado restos fósiles en Izcalli del Valle y en San Pablo de las Salinas. Los de este segundo sitio fueron explorados por arqueólogos del Instituto Nacional de Antropología e Historia en el año 1991. Durante esa exploración se encontraron huesos de cuatro mamuts, de caballos y de otros animales. La disposición en que fueron encontrados los restos del mamut más completo hace suponer que ese animal fue aprovechado por los cazadores-recolectores de aquellos tiempos y se le calculó una antigüedad aproximada de 15,000 o 13,000 años antes de Cristo. Este hallazgo es importante, pues nos estaría hablando de la presencia muy antigua del hombre en el territorio de lo que ahora es Tultitlán.

### Preclásico
Aproximadamente al año 400 antes de Cristo, pertenecen algunos fragmentos de cerámica y figurillas que se han encontrado en Tultitlán, los cuales indican que ya desde aquellos tiempos debieron existir unas cuantas casas, tanto en lo que ahora es la cabecera, como en otros sitios del municipio como San Mateo Cuautepec y la colonia Loma Bonita por lo que en esos lugares debieron existir otros pequeños pueblos de agricultores.

### Clásico
Entre los años 200 a 750 después de Cristo, existieron varios pueblos en lo que ahora es el municipio de Tultitlán y se ubicaban en lo que actualmente es el barrio de San Juan, la colonia Loma Bonita, San Mateo Cuauhtepec, Santa María Cuauhtepec y el Terromote cercano a San Pablo de las Salinas, prueba de esto son los restos arqueológicos encontrados en esos lugares. La gente de esos pueblos era teotihuacana, dedicada principalmente a la agricultura, pero también desarrollaban otras actividades como la cestería, el tejido de ropas de algodón y fibras de ixtle, la alfarería y el tallado de piedras.

### Posclásico temprano
Entre los años 850 al 1110 d. C. se desarrolló en el centro de México la cultura tolteca, la cual era un grupo formado por varias etnias, es decir, gente que hablaba diferentes lenguas, como el náhuatl y el otomí. Al igual que los anteriores teotihuacanos, eran principalmente agricultores, pero además había comerciantes, sacerdotes y guerreros. Su principal capital fue la ciudad de Tula, localizada en el actual estado de Hidalgo. Esta ciudad llegó a ser la principal en su época, debido a que Teotihuacán ya estaba abandonada. En Tultitlán también existieron pequeños asentamientos que estaban ocupados por gente tolteca.
Esos pueblos se encontraban en los barrios de La Concepción, San Miguel, Santiaguito, San Bartolo, la zona conocida como El Cornejal y en la colonia Loma Bonita. En el resto del territorio del actual municipio también hubo otros pueblos de toltecas: en la falda de la sierra de Guadalupe, entre San Mateo y Santa María Cuauhtepec, cerca de la colonia El Tesoro, en el extremo norte.

### Posclásico tardío
Esta etapa histórica abarca los años 1110 a 1519 d. C. De acuerdo con los Anales de Cuautitlán, en el año 1356 se fundó Tultitlán por los tepanecas y a partir de esa época ha tenido una ocupación continua hasta la actualidad. En 1408 entró a gobernar el primer tlatoani, llamado Cuauhtzinteuctli y Tultitlán quedó trazado en barrios. Al Posclásico tardío pertenecen varias esculturas de piedra, vasijas y otros restos arqueológicos que han sido localizados en el municipio.

### Época colonial
Con la llegada española se modificaron algunos patrones de explotación del campo y los recursos. Se establecieron las haciendas y ranchos, se introdujo la ganadería. En cuanto a la organización política y social se refiere, Tultitlán quedó sujeto a la alcaldía mayor de Tacuba y se estableció el nombramiento de autoridades indígenas electas por el pueblo.
Tultitlán fue encomienda de Bartolomé de Perales y Juan Moscoso. En 1569 pasó a manos de la corona, hasta que por una merced extraordinaria Luis de Velasco, el Joven, obtuvo autorización para recibir el tributo de este lugar, luego la heredó a su hijo, el segundo Marqués de Salinas. A principios del siglo XVII pasó definitivamente a la corona.
Desde el siglo XVI se estableció la religión católica, se construyeron varios templos y quedó San Lorenzo como patrón de la población. Por el año 1645 llegó al pueblo una imagen de San Antonio de Padua, el cual pasó a ser el patrón de Tultitlán a partir de 1907.

### Siglo XIX
En el siglo el acontecimiento más importante de México fue la Guerra de Independencia y la puesta en vigencia de la Constitución de Cádiz. En el caso de Tultitlán, éste surgió como muchos a partir del 12 de julio de 1820, teniendo autoridades electas por voto directo, las cuales conformaban el cabildo.
En cuanto a lo económico, siguieron existiendo las haciendas y ranchos, aumentando de tamaño hasta donde sus dueños lo pudieron lograr. Una de las haciendas de mayor tamaño llegó a ser la de Cartagena, la cual tenía cerca de 1,500 hectáreas.
Los documentos históricos de Tultilán se perdieron debido a que hubo una gran enfermedad en el municipio que acabó con gran número de personas y los gobernantes ordenaron quemar todas las bibliotecas, libros y papel y objetos que pudieran propagar la enfermedad. 
Según datos históricos y documentos ya comprobados En Tultitlán se realizó una junta de elección del primer Ayuntamiento el 12 de julio de 1820. Estuvo presidida por el Capitán Ezequiel de Lizarza, quien era subdelegado de la jurisdicción de Tacuba, y por el Teniente Coronel Francisco Leguírzano, que era arrendatario de la Hacienda de Cartagena y el más pudiente de la región de Tultitlán.
Terminada la elección, el nuevo Ayuntamiento quedó conformado de la siguiente manera:
José María Salazar alcalde primero, Alejandro Antonio Cortés alcalde segundo, Ignacio de la Puente síndico procurador, José Cruz Sánchez síndico procurador, José María Terán regidor decano, Ascencio Manuel García regidor, José Efrén Carmona Valtierra segundo decano, Pascual García regidor por San Pablo de las Salinas, Lucas Florentino regidor por San Francisco Chilpan, Félix Sánchez de la Barquera regidor, José María Durán regidor y Juan Alarcón regidor. Posteriormente fueron designados Diego Cortés tesorero, Juan Ignacio Balbontín secretario y José María Guerrero alcaide de la cárcel del pueblo.

### Siglo XX
Actualmente sus límites territoriales están de la siguiente manera:
Al norte con el municipio de Cuautitlán y con el municipio de Tultepec, al este con el municipio de Coacalco, al sureste con el Distrito Federal en particular con la Delegación Gustavo A. Madero, al sur con el municipio de Tlalnepantla de Baz y al oeste con el municipio de Cuautitlán Izcalli. El exclave limita al oeste y norte con el municipio de Cuautitlán, al noreste con el municipio de Nextlalpan y el municipio de Tonanitla, al sureste con el municipio de Ecatepec de Morelos y al sur con el municipio de Coacalco. Algunas de las principales vías de acceso son la vía José López Portillo y el Circuito Exterior Mexiquense.

## Geografía
El municipio de Tultitlán se localiza en la parte central-norte del valle de México, su territorio es discontínuo, es decir, se encuentra dividido en dos segmentos, porque el vecino municipio de Tultepec le invadió parte de su territorio, una zona central donde se ubica la cabecera municipal y un exclave situada al noreste de la última; su extensión territorial es de 71.10 kilómetros cuadrados y sus coordenadas geográficas extremas son 19° 33' - 19° 41' de latitud norte y 99° 04' - 99° 11' de longitud oeste y su altitud va de 2200 a 3000 metros sobre el nivel del mar.
Los límites territoriales del sector principal del municipio son al norte con los municipios de Cuautitlán y Tultepec, al este con el municipio de Coacalco, al sureste con la Ciudad de México en particular con la Demarcación Territorial Gustavo A. Madero, al sur con el municipio de Tlalnepantla de Baz y al oeste con el municipio de Cuautitlán Izcalli. El exclave limita al oeste y norte con el municipio de Cuautitlán, al noreste con el municipio de Nextlalpan y el municipio de Tonanitla, al sureste y sur con el municipio de Ecatepec de Morelos y al sur con el municipio de Coacalco. Algunas de las principales vías de acceso son la vía José López Portillo y el Circuito Exterior Mexiquense.

### Clima
El clima típico de Tultitlán es el mismo que predomina en la ciudad de México, es decir templado suhúmedo. Las lluvias por lo general ocurren en los meses de mayo a octubre, y la precipitación promedio anual es de 700 milímetros. La temperatura promedio anual es de 15.7 °C. Enero es el mes más frío y las heladas se presentan de diciembre a febrero. Los vientos se presentan de septiembre a marzo.
Las fuertes lluvias que hay durante el año suelen inundar algunas colonias, esto se debe a el caudal de agua y deficiente sistema de drenaje.
El 17 de septiembre de 2015 en el fraccionamiento fuentes del valle se activó plan DN-III debido al desastre natural provocado por las fuertes lluvias.

## Economía
La Economía de Tultitlán de Mariano Escobedo es:
- Comercio: hay muchas zonas comerciales en el municipio de Tultitlán; existen muchas plazas y mercados, pero la más importante es la Central de Abasto, ubicada en Villas de San Jóse, cerca de la Cabecera Municipal, así como la Plaza Bazar Tultitlán.

En la temporada decembrina, se establecen pequeños y diversos negocios, dando lugar a la creación del bazar, que año con año tiene lugar fuera del estacionamiento de Aurrera y en las fechas máximas de dicha temporada, los comerciantes amplían sus horarios de vendimia .
- Cerca del 90% de la población del municipio se dedica a las actividades del sector terciario: comercio y servicios.

### Seguridad pública
Debido a la alta incidencia de violencia de género desde 2015 la Secretaría de Gobernación de México declaró Alerta de Violencia de Género contra las Mujeres en este municipio.

## Demografía
De acuerdo con el Censo de Población y Vivienda de 2010 realizado por el Instituto Nacional de Estadística y Geografía la población total del municipio de Tultitlán es de 524 074 personas, de las que 256 439 son hombres y 267 635 son mujeres.

## Cultura y patrimonio

### Festividades
Hay festividades en los pueblos más antiguos del municipio, que son: Santa María Cuautepec, San Pablo, San Mateo Cuautepec, San Francisco Chilpan y San Antonio Tultitlán, la cabecera municipal, cada uno festeja la fiesta de su Santo Patrono, además de las festividades de cada barrio de la cabecera.

#### Celebraciones de los barrios de la cabecera municipal
- Santiaguito 24 de julio (Semana Santa, Domingo de Resurrección)
- San Lorenzo 10 de agosto (parroquia de San Antonio)
- San Bartolo 24 de agosto
- Nativitas 12 de diciembre
- Belém 25 de diciembre
- Reyes 6 de enero
- La Concepción 8 de diciembre- La fiesta empieza 9 días antes de esta donde se reza todos los 9 días por la zona del barrio correspondiente del Barrio, además se hacen recorridos y celebraciones Eucarísticas.

- San Juan 24 de junio
- San Pablo Apóstol (su conversión, 25 de enero) - La tradicional feria se realiza el domingo más próximo al día 25 en el pueblo San Pablo de las Salinas
- San Pedro y San Pablo (29 de junio)- La tradicional feria se realiza el domingo más próximo al día 29 en el pueblo San Pablo de las Salinas
- Señor de la Palma (Domingo de Ramos) - La tradicional feria se realiza en la parroquia del señor de la palma en el pueblo de San Pablo de las Salinas
- Señor de Chalma (Estado de México Chalma), habitualmente en abril - Tradicional celebración derivada de una peregrinación. La fiesta se realiza en el pueblo de San Pablo de las Salinas
- Santa María Cuautepec-Tiene dos fiestas la del Pueblo que es en el mes de agosto la Virgen de la Asunción y la del mes de febrero de Nuestra Señora de la Candelaria
- San Mateo Cuautepec- Tiene dos fiestas la del Pueblo que es en el mes de septiembre y se venera a San Mateo Apóstol y la del mes de abril al Señor de Xochimilco
- El Tesoro-Tultitlan- Tiene dos celebraciones importantes que es la del Pueblo, parroquia de San Judas Tadeo en el mes de octubre el 4.º domingo del mes y Semana Santa, la cual la realizan en vivo

Aunque la festividad mayor del municipio de Tultitlán es el día 13 de junio día del Santo Patrono, San Antonio de Padua. La feria de San Antonio de Padua es una de las tradiciones más arraigadas en el municipio, los inicios de esta festividad remontan al siglo XVII. En la actualidad la ExpoFeria Tultitlán, llamada desde así desde hace 25 años por la evolución que ha tenido debido a la incorporación de mayores atractivos tecnológicos, culturales y comerciales, tiene un gran impacto social, cultural y económico, no sólo local, sino regional con una afluencia de más de 200.000 visitantes a las distintas actividades, escenarios y espectáculos con los que cuentan, destacando sus áreas:
- Artesanal
- Gastronómica
- Industrial
- Cultural

### Templos de San Antonio y de San Lorenzo de Tultitlán

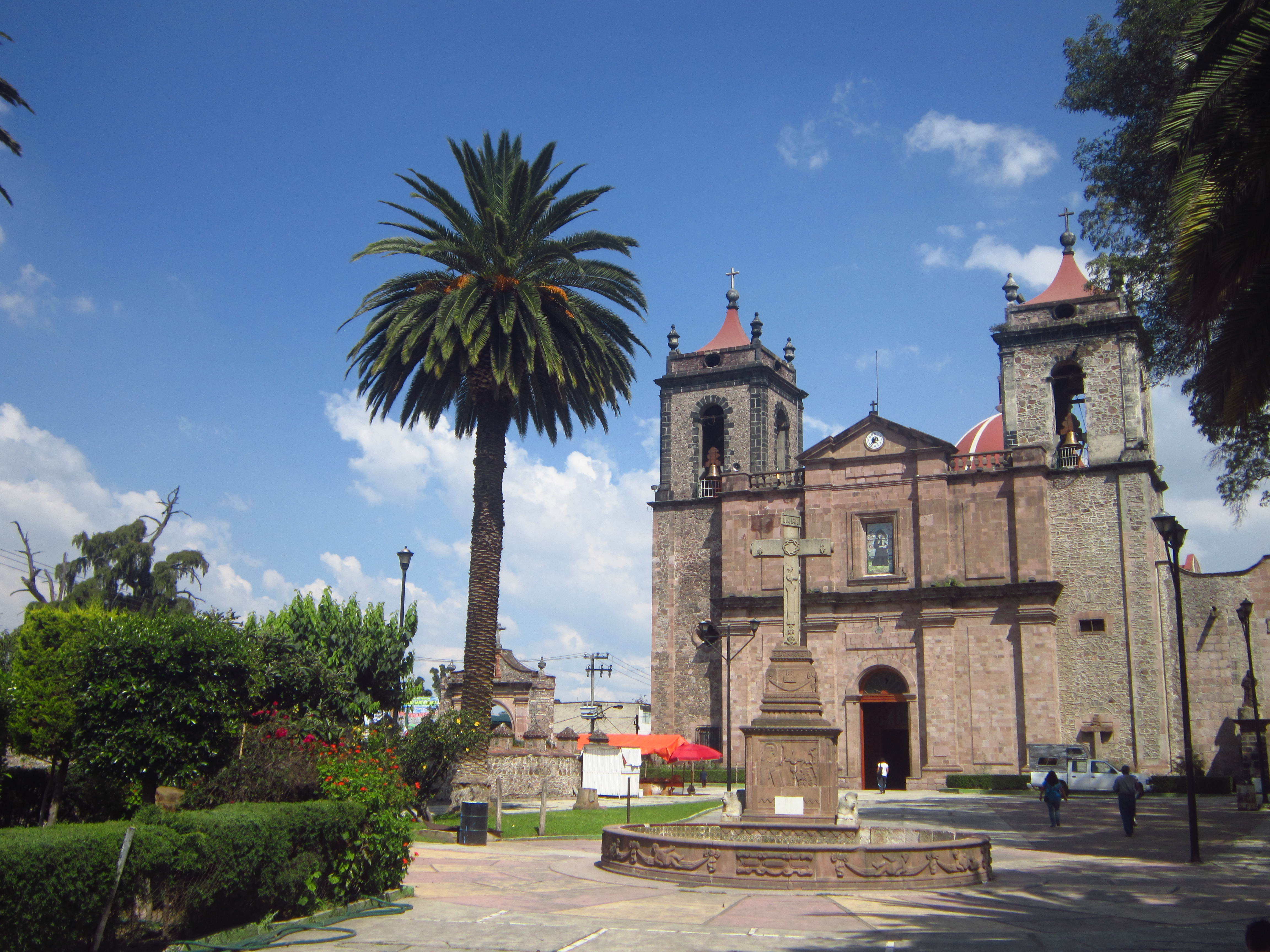
Parroquia de San Antonio de Padua, en Tultitlán.

Son las construcciones religiosas más antiguas de Tultitlán. El templo de San Lorenzo y su claustro fueron edificados entre los años 1570 a 1586, y la obra fue dirigida por Fray Bernandino de la Fuente. Tultitlán en sus inicios tuvo como patrón a San Lorenzo y era una vicaría con dos frailes de planta. Su inicio como parroquia es en el año de 1605 y el nombramiento de San Antonio de Padua como patrón del pueblo se dio en 1907.
Esa construcción se hizo en gran parte, con la piedra que perteneció a los muros del teocalli (pirámide) que existió en Tultitlán en su época mesoamericana. Dicha piedra fue traída de los cerros cercanos a San Mateo Cuautepec y San Francisco Chilpan.
La construcción del templo la realizaron los indígenas de los pueblos y barrios de la jurisdicción y en la barda se ven labrados los glifos con los nombres de esas comunidades.
Nuestra Señora del Carmen (16 de julio) y San Joaquín y Santa Ana en Buenavista, parte alta.

### Arribo de la pintura de San Antonio
La pintura de san Antonio llegó a Tultitlán aproximadamente en el año de 1645; si bien esto no explica por sí mismo la fuerte atracción de la fiesta al menos si nos da idea de la antigüedad del culto a San Antonio.

#### Hagiografía de San Antonio en Tultitlán

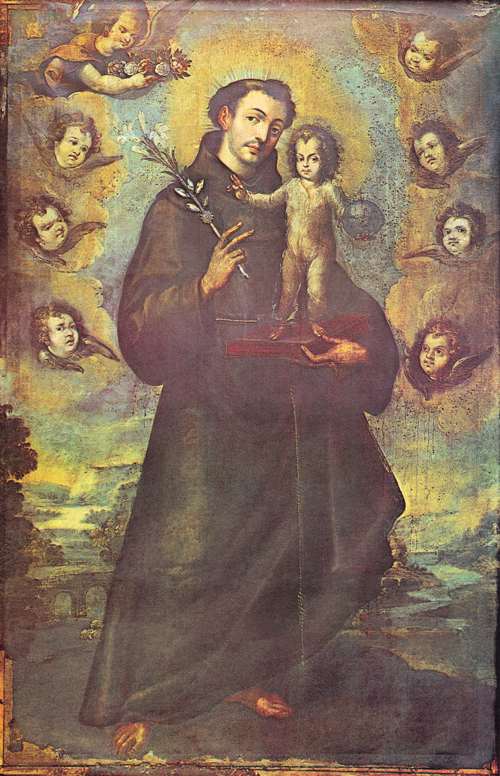
La imagen de San Antonio de Padua venerada en Tultitlán.

Una de las versiones fue relatada por la señora Carmen Melgarejo y dice así: “Me contó mi abuelita que le contaron sus papas, que había una capilla en donde ahora es el juzgado y junto a la escuela llamada de las niñas en donde posiblemente exista todavía un caracol, que daba al campanario en dicha capilla guardaban todos los objetos que ya no estaban en condiciones de servicio. De vez en cuando iba el sacristán a hacer el aseo, y escucho una voz que decía “si no sacan este cuerpo de aquí me voy.” Entre los objetos que había estaba la imagen del señor San Antonio casi borrada pero el sacristán veía que tenía gotas de agua y pensaba que al regar el suelo para barrer la había salpicado. Varias veces le contó al señor cura lo que acontecía pero tal vez no le creía. Como el sacristán insistió en lo que pasaba el cura fue al lugar y efectivamente estaba sudando la imagen y creyó conveniente sacarla de allí y llevarla a la parroquia para darle culto ”
También se cuenta que en tiempos de la epidemia del cólera, esta no pudo entrar en Tultitlán, porque se topó con la imagen de san Antonio que estaba en la ermita y se tuvo que desviar.
Una leyenda contada por el Sr. Filemón Sánchez Camacho, data de la época de la Revolución, en la cual narra que al llegar las tropas federales al pueblo de Tultitlán, utilizaron de cuartel la iglesia, el Capitán del ejército Federal ordenó a sus soldados meter los caballos al templo para usarlo de caballeriza, pero los caballos se rehusaban a entrar, ante lo cual regresaron los soldados informándole al capitán que no podían meter los caballos porque "el pelón" (refiriéndose a la imagen de San Antonio) no los dejaba.
La historia ha sido contada de padres a hijos a lo largo de generaciones y el año de llegada y los personajes involucrados, se han perdido en el tiempo. Se cuenta la historia de ocho o siete formas diferentes. En unas se dicen que traían a renovar la imagen, en otras que iba de paso y no se quiso ir el santo, y en otras más que apareció en el templo, en un paraje o en un tular. De todo esto lo cierto es que no se conoce el nombre del pintor, la imagen fue retocada tal vez por el año de 1730 y llegó por el año de 1650; existió un primer templo de san Antonio, del cual solo se conserva un muro y este primer templo fue de mayores dimensiones que el de San Lorenzo pero menor que el actual templo de San Antonio.

### Segundo templo de San Antonio
El actual templo de San Antonio es el segundo dedicado a este Santo, su construcción fue lenta y trabajosa debido a su gran tamaño ya que mide 50 m de largo y sus muros tienen 2 m de espesor. La obra se detuvo en 1744 quedando a medias por más de 70 años. Se reanudaron el año de 1819 y concluyeron en 1826, siendo párroco Mariano Alarcón y el director de la obra el arquitecto Manuel Téllez Girón.
En la primera mitad del siglo XX se terminan la bóveda y cúpulas del templo de San Antonio de Padua. El altar mayor es de estilo neoclásico y fue copiado del de Chalma. La bendición de la primera piedra fue el 17 de septiembre de 1905 siendo el párroco José María Gómez Enríquez.

## Relaciones internacionales

### Hermanamientos
La ciudad de Tultitlan tiene Hermanamientos con 0055 ciudades alrededor del mundo:
- Hengshui, China (2002)[3][4][5]
- Hebei, China (2006)[6]
- Tultepec, Mexico (2007)[7]
- Zumpango de Ocampo, Mexico (2007)[7]
- Victorville, Estados Unidos[8]